# オクサナ・マルカロワ
オクサナ・セルヒヴィナ・マルカロワ（ウクライナ語: Оксана Сергіївна Маркарова）は、ウクライナの政治家、外交官。2021年2月より駐米ウクライナ大使を務めている。

## 経歴

### 教育
マルカロワは1976年10月28日、現在のリウネに生まれた。父親はアルメニア系ウクライナ人である。1999年、マルカロワはキーウ・モーヒラ・アカデミー国立大学で生態学の修士号を取得した。2001年、インディアナ大学で公共金融と貿易の修士号を取得した。

### キャリア
1998年から1999年、および2001年から2003年まで、マルカロワはアメリカの投資ファンドであるWestern NIS Enterprise Fundで経済政策アドバイザーおよび外部および企業コミュニケーションマネージャーとして勤務した。2000年、マルカロワは世界銀行のヨーロッパと中央アジアの銀行および金融市場を担当するグループでインターシップを行った。その後、ITT-Invest社の取締役社長に就任し、後に投資グループITTの取締役社長に就任した。
2015年3月より、マルカロワはナタリー・ヤレスコ、オレクサンドル・ダニリュク各財務大臣の下で財務副大臣を務めた。2016年4月、マルカロワは財務第一副大臣に任命された。
財務第一副大臣に加え、2016年8月8日には投資担当委員にも任命され、2019年1月10日に解任されるまでその職を務めた。その間、マルカコワはUkraineInvest投資誘致および支援事務所の設立と運営を管理し、ウクライナスタートアップファンドの創設を開始した。
オレクサンドル・ダニリュクが解任された後、マルカロワは2018年6月8日に財務大臣代行に任命された。2018年11月22日、ウクライナ最高議会はマルカロワを財務大臣に任命した。2020年3月4日、ホンチャルク内閣解散により、マルカロワは財務大臣を退任した。
マルカロワは財務大臣退任後、民間に戻り、キーウ・モヒーラ・アカデミー国立大学の監査役会で働いた。
2021年2月25日、ウォロディミル・ゼレンスキー大統領より、駐米ウクライナ大使に任命された。任命された直後、マルカロワは、新たな大使としての主な優先事項は、「ジョー・バイデン政権との協力と、両党の幅広い超党派の支持に基づく政治対話」と「米国におけるウクライナ企業の発展と米国企業のウクライナへの誘致への最大限の支援」であると述べた。
2023年7月5日、マルカロワは駐アンティグア・バーブーダウクライナ大使に任命された。
2024年9月25日、マイク・ジョンソンアメリカ合衆国下院議長は、ゼレンスキーがペンシルベニア州スクラントンの弾薬工場を訪れ、数人の著名な民主党員とともに姿を現したことを受け、ウクライナにマルカロワを駐米大使から解任するよう要求した。ジョンソンはゼレンスキーへの解任を求める書簡で、訪問は民主党に有利な選挙干渉を表していると主張した。
2024年7月7日、ゼレンスキーがトランプ大統領との同月4日の電話会談でマルカロワの交代を伝達したと報じられた。同報道によると、マルカロワの後任候補にはシュミハリ首相、ステファニシナ副首相、ウメロウ国防相、ハルシチェンコエネルギー相が挙がっている。

## 栄典
- Open Data Leader Award（2018年）[19]
- フランス国家功労勲章（2020年12月16日）[20][21]
- 3等オルガ王女勲章（英語版）